# Estadio de São Luís
El Estadio de São Luís es un recinto deportivo destinado a la práctica del fútbol situado en la ciudad de Faro, en la región del Algarve, al sur de Portugal, con una capacidad para 7.000 espectadores. Además de ser el campo del histórico Sporting Clube Farense, pues acoge sus partidos como local desde 1923, dispone en su parte trasera de un moderno polideportivo, en el que se celebran competiciones de baloncesto, fútbol sala y otros deportes en los que el equipo tiene disciplinas.
El ya vetusto estadio fue una auténtica revolución en la época de su construcción, ya que fue uno de los primeros complejos deportivos de Portugal destinados a acoger partidos de fútbol, contando además con vestuarios y gradas. Antes de su inauguración, el Farense (fundado en 1910, 12 años antes de la construcción de São Luís) no tenía casa fija, pero una adquisición privada de 12.750 m² en unos terrenos cercanos a la aún existente ermita de São Luís, se cedieron al club para que se construyera el que en un principio se llamó "Santo Stadium".

## Estadio Algarve
Para la Eurocopa 2004 celebrada en Portugal, el Estadio Algarve fue uno de los escenarios en los que se desarrolló la competición. Este estadio se encuentra situado entre los términos municipales de Faro y Loulé, colaborando ambas ciudades en la construcción del recinto. Se pensó que este moderno estadio con capacidad para más de 30.000 espectadores podía ser el nuevo hogar del Farense, pero el equipo de la capital del Algarve no vivía sus mejores momentos y se encontraba lejos de la élite, por lo que se optó por seguir jugando en el Estadio de São Luis, más vetusto y pequeño, pero situado dentro de la ciudad de Faro y con el que se sentían plenamente identificados los aficionados farenses, con la previsión de que el equipo se mude cuando regrese a las primeras divisiones del fútbol portugués.

## Copa Mundial de Fútbol Juvenil de 1991
La ciudad de Faro fue una de las sedes del campeonato mundial sub-20 de 1991 disputado en Portugal, en el que la selección anfitriona se hizo con el título. São Luis registró unas muy buenas entradas en los siete partidos que acogió (los seis del grupo "D" y uno de cuartos de final), convirtiéndose en el estadio que mejor índice de aficionados registró porcentualmente con el aforo de los mismos. En gran parte, gracias a los partidos de la selección española, ya que muchos aficionados españoles se desplazaron a Faro debido a la escasa distancia que separan a la capital del Algarve con la frontera española. Los partidos que se jugaron en el Estadio de São Luis fueron los siguientes:
| 15 de junio de 1991 | Inglaterra | 0:1 (0:0) | España   | Estadio de São Luís, Faro                                             |                                                                       |
|                     |            | Reporte   | Pier 84' | Asistencia: 11.500 espectadores Árbitro(s): Renato Marsiglia (Brasil) | Asistencia: 11.500 espectadores Árbitro(s): Renato Marsiglia (Brasil) |

| 16 de junio de 1991 | Siria             | 1:0 (0:0) | Uruguay | Estadio de São Luís, Faro                                       |                                                                 |
|                     | Munaf Ramadan 57' | Reporte   |         | Asistencia: 5.500 espectadores Árbitro(s): Alhagi Faye (Gambia) | Asistencia: 5.500 espectadores Árbitro(s): Alhagi Faye (Gambia) |

| 18 de junio de 1991 | España                                                 | 6:0 (4:0) | Uruguay | Estadio de São Luís, Faro                                         |                                                                   |
|                     | Pier 10' (p), 34' Urzaiz 22', 75, 80' (p) Mauricio 36' | Reporte   |         | Asistencia: 11.500 espectadores Árbitro(s): Daniel Roduit (Suiza) | Asistencia: 11.500 espectadores Árbitro(s): Daniel Roduit (Suiza) |

| 18 de junio de 1991 | Inglaterra                | 3:3 (1:2) | Siria                          | Estadio de São Luís, Faro                                              |                                                                        |
|                     | Allen 12' Awford 69', 84' | Reporte   | Ramadan 18' Awad 27' Helou 65' | Asistencia: 11.500 espectadores Árbitro(s): John Mc Connel (Australia) | Asistencia: 11.500 espectadores Árbitro(s): John Mc Connel (Australia) |

| 20 de junio de 1991 | España | 0:0 (0:0) | Siria | Estadio de São Luís, Faro                                          |                                                                    |
|                     |        | Reporte   |       | Asistencia: 5.000 espectadores Árbitro(s): Leslie Irvine (Irlanda) | Asistencia: 5.000 espectadores Árbitro(s): Leslie Irvine (Irlanda) |

| 20 de junio de 1991 | Inglaterra | 0:0 (0:0) | Uruguay | Estadio de São Luís, Faro                                        |                                                                  |
|                     |            | Reporte   |         | Asistencia: 5.000 espectadores Árbitro(s): Sándor Puhl (Hungría) | Asistencia: 5.000 espectadores Árbitro(s): Sándor Puhl (Hungría) |

| 23 de junio de 1991 | España     | 1:3 (0:1) | URSS                            | Estadio de São Luís, Faro                                                  |                                                                            |
|                     | Urzaiz 85' | Reporte   | Sherbakov 35', 64' Mandreko 80' | Asistencia: 13.000 espectadores Árbitro(s): Francisco Lamolina (Argentina) | Asistencia: 13.000 espectadores Árbitro(s): Francisco Lamolina (Argentina) |

## Espectáculos
Además de ser un recinto deportivo, el estadio de São Luís también acoge numerosos espectáculos, entre los cuales cabe mencionar los conciertos de Roxy Music y King Crimson el 21 de agosto de 1982, de Roberto Carlos el 8 de agosto de 1989, de Dire Straits el 25 de agosto de 1992, y de Luciano Pavarotti el 21 de junio de 2000.